# Château-Chinon (Campagne)
Château-Chinon (Campagne) [ʃato ʃinɔ̃ kɑ̃paɲ] ist eine französische Gemeinde mit 555 Einwohnern (Stand 1. Januar 2022) im  Département Nièvre in der Region Bourgogne-Franche-Comté. Sie gehört zum Arrondissement Château-Chinon (Ville) und zum Kanton Château-Chinon (Ville).

## Besonderheit des Ortsnamens
Die bis zur Französischen Revolution bestehende Gemeinde Château-Chinon wurde nach der Revolution in zwei Gemeinden aufgeteilt: Château-Chinon Intra-Muros und Château-Chinon Extra-Muros, die sich später in Château-Chinon (Ville) und Château-Chinon (Campagne) umbenannten. Die Bezeichnungen „(Ville)“ bzw. „(Campagne)“ sind also offizieller Bestandteil der Ortsnamen.
Eine weitere Eigenart ist, dass es bis 2008 offiziell (d. h. beim Institut national de la statistique et des études économiques) keine Leerstelle zwischen „Château-Chinon“ und dem erklärenden Zusatz gab, d. h. die Gemeinden „Château-Chinon(Ville)“ bzw. „Château-Chinon(Campagne)“ hießen. Diese Eigenart wurde jedoch im täglichen Gebrauch nicht respektiert und ist seit 2009 aufgehoben.

## Bevölkerungsentwicklung
| Jahr                       | 1962 | 1968 | 1975 | 1982 | 1990 | 1999 | 2007 | 2018 |
| Einwohner                  | 877  | 774  | 735  | 732  | 710  | 683  | 617  | 546  |
| Quellen: Cassini und INSEE |      |      |      |      |      |      |      |      |

## Sehenswürdigkeiten

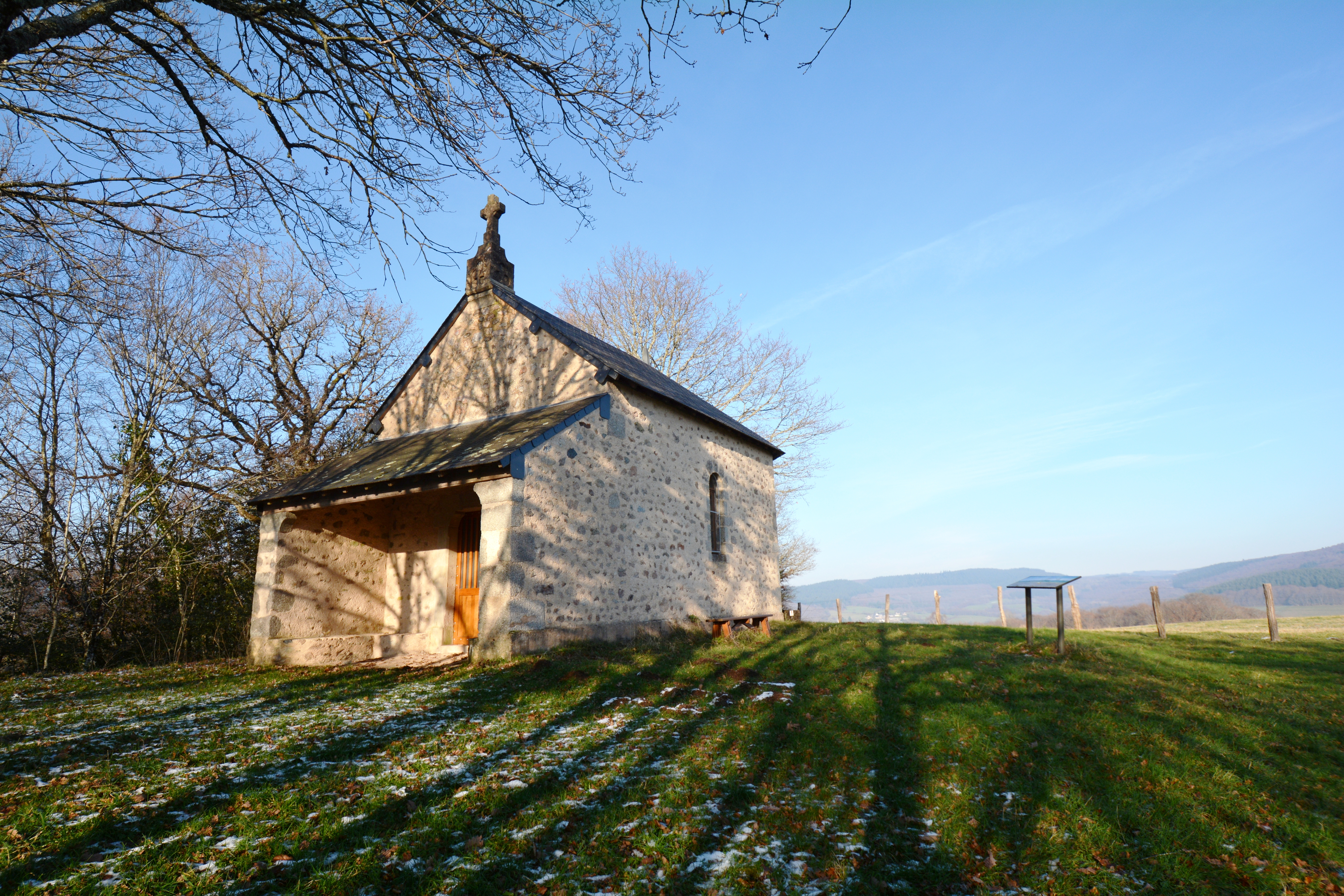
Kapelle Saint-Roch in Montbois

- Kapelle Saint-Roch in Montbois (1588)

## Verkehr
Die Gemeinde liegt an der ehemaligen Nationalstraße N 78, die in diesem Bereich 1973 zur Departementsstraße D 978 abgestuft wurde. Die nächsten Autobahnen sind die A 6 im Norden und Osten und die A 77 im Westen.
Am 19. September 1889 eröffnete die Compagnie des chemins de fer de Paris à Lyon et à la Méditerranée (PLM) eine regelspurige Eisenbahnstrecke von Tamnay-en-Bazois nach Château-Chinon (Campagne). Diese Bahn überwand auf einer Länge von 23 km einen Höhenunterschied von 228 m. Der nahe der Grenze zu Château-Chinon (Ville) gelegene Endbahnhof trug den Namen Château-Chinon PLM. Im Jahr 1904 kam eine meterspurige Schmalspurbahn hinzu, die Château-Chinon (Ville) mit Autun verband. Sie wurde 1905 bis Château-Chinon PLM verlängert; mit den Haltepunkten Vermenoux und Précy hatte sie in der Gemeinde Château-Chinon (Campagne) zwei weitere Stationen.
1931 wurde der Personenverkehr nach Autun zugunsten von Autobussen eingestellt; zwischen 1936 und 1939 wurden die Gleise der Schmalspurbahn abgebaut. 1945 endete auf der Strecke nach Tamnay-en-Bazois der Personenverkehr, 2004 auch der Güterverkehr.